# Marlene Sousa
Marlene Teixeira Sousa, (Oliveira de Azeméis, 14 de Maio de 1995) é uma jogadora portuguesa de Hóquei em Patins que atua como avançada. Atualmente defende a equipa do Sport Lisboa e Benfica e a Selecão Nacional.

## Títulos
AD Sanjoanense
- Taça de Portugal: (1)  2012/13

Sport Lisboa e Benfica
- Liga dos Campeões: (1)  2014/15
- Campeonato Nacional: (8)  2014/15, 2015/16, 2016/17, 2017/2018, 2018/2019, 2020/21, 2021/22 e 2022/23
- Taça de Portugal: (8) 2014/15, 2015/16, 2016/17, 2017/2018, 2018/2019, 2020/21, 2021/22 e 2022/23
- Supertaça de Portugal: (9) 2014, 2015, 2016, 2017, 2018, 2019, 2021, 2022 e 2023
- Elite Cup: (2) 2022 e 2023
- Torneio de Abertura APL: (6) 2014, 2015, 2016, 2017, 2018 e 2019

Seleção Nacional
- Campeonato da Europa: Medalha de Prata em 2011, 2013, 2015, 2018 e 2021
- Campeonato do Mundo: Medalha de Prata em 2016
- Campeonato da Europa Sub-19: Medalha de Prata em 2009

Prémios Individuais
- Melhor jogadora do Campeonato do Mundo: 2016
- Melhor Marcadora do Campeonato da Europa: 2018
- Melhor Marcadora do Campeonato Nacional: 2014/2015, 2015/2016, 2016/2017, 2017/2018, 2018/2019 e 2021/22